# تپه قلعه رمن
تپه قلعه رمن مربوط به مس وسنگ - دوره نوسنگی -مفرغ است و در شهرستان گیلانغرب، بخش گواور، دهستان گواور، ۱۰۰ متری غرب روستای کسان واقع شده و این اثر در تاریخ ۲۷ اسفند ۱۳۸۶ با شمارهٔ ثبت ۲۲۳۶۹ به‌عنوان یکی از آثار ملی ایران به ثبت رسیده است.